# Серакув (Западно-Варшавский повет)
Сера́кув (пол. Sieraków) — село в Польше в сельской гмине Изабелин Западно-Варшавского повета Мазовецкого воеводства.
Село располагается в Кампиносской пуще в 2 км от административного центра сельской гмины Изабелин, в 12 км от административного центра повета города Ожарув-Мазовецкий и в 17 км от административного центра воеводства города Варшава. Село связано с Изебелином варшавскими автобусами № 708 и № 58 (ночной рейс).
В 1975—1998 годах село входило в состав Варшавского воеводства.